# Lianyun (sockenhuvudort i Kina, Zhejiang Sheng, lat 27,62, long 119,98)
Lianyun (kinesiska: 箬垟, 联云乡) är en sockenhuvudort i Kina. Den ligger i provinsen Zhejiang, i den östra delen av landet, omkring 290 kilometer söder om provinshuvudstaden Hangzhou. Antalet invånare är 2 162. Befolkningen består av 983 kvinnor och 1 179 män. Barn under 15 år utgör 16,0 %, vuxna 15-64 år 63 %, och äldre över 65 år 20,0 %.
Runt Lianyun är det ganska tätbefolkat, med 134 invånare per kvadratkilometer. Närmaste större samhälle är Xiaocun, 9,7 km sydväst om Lianyun. I omgivningarna runt Lianyun växer i huvudsak blandskog.
Genomsnittlig årsnederbörd är 2 093 millimeter. Den regnigaste månaden är juni, med i genomsnitt 303 mm nederbörd, och den torraste är januari, med 64 mm nederbörd.